# Pakistanische Cricket-Nationalmannschaft in England in der Saison 2010
Die Tour der pakistanischen Cricket-Nationalmannschaft nach England in der Saison 2010 fand vom 29. Juli bis zum 22. September 2010 statt. Es war eine internationale Cricket-Tour, die im Rahmen der internationalen Cricket-Saison 2010 ausgetragen wurde, und umfasste zwei Twenty20, fünf ODIs und vier Test Matches. England gewann die beiden Twenty20, die ODI-Serie 3-2 und die Testserie mit 3-1. Die ODI-Spiele waren Bestandteil der ICC ODI Championship, die Tests Teil der ICC Test Championship. Aufsehen erregte ein Wettskandal, in den pakistanische Spieler involviert waren.

## Vorgeschichte
Nachdem Pakistan auf Grund des Angriffes auf die Sri-lankische Mannschaft in Lahore auf der Tour 2008/09 keine Heimspiele mehr austragen konnte, fand vor dieser Tour eine Tour der Pakistaner gegen Australien in England statt. Im Mai gab es zwischen England und Pakistan beim ICC World Twenty20 2010 ein Aufeinandertreffen in der Super-8-Phase, das England mit 6 Wickets gewann.

## Stadien
Die folgenden Stadien wurden für die Tour als Austragungsort vorgesehen.
| Stadion                  | Stadt             | Kapazität | Spiele          |
| ------------------------ | ----------------- | --------- | --------------- |
| Edgbaston Cricket Ground | Birmingham        |           | 2. Test         |
| Sophia Gardens           | Cardiff           |           | 1. T20, 2. T20  |
| Emirates Durham          | Chester-le-Street |           | 1. ODI          |
| Trent Bridge             | Nottingham        |           | 1. Test         |
| Headingley Stadium       | Leeds             |           | 2. ODI          |
| The Oval                 | London            |           | 3. Test; 3. ODI |
| Lord’s Cricket Ground    | London            |           | 4. Test; 4. ODI |
| Rose Bowl                | Southampton       |           | 5. ODI          |

## Kaderlisten
Pakistan benannte seinen Twenty20- und Test-Kader am 20. Juni 2010. Die Auswahl wurde als umstritten angesehen, so dass sich die Verantwortlichen vor Ausschüssen im pakistanischen Senat verantworten mussten. Am 16. Juli gab der vorgesehene Kapitän Sahid Afridi bekannt, dass er sich noch vor der Tour vom Test-Cricket zurückziehen wird. Seine Nachfolge trat Salman Butt an. England benannte seinen Testkader am 25. Juli, und die restlichen Kader am 31. August.
| Test | Test | ODI | ODI | Twenty20 | Twenty20 |
| England | Pakistan | England | Pakistan | England | Pakistan |
| --- | --- | --- | --- | --- | --- |
| - Andrew Strauss (K) - James Anderson - Tim Bresnan - Stuart Broad - Paul Collingwood - Alastair Cook - Steven Finn - Eoin Morgan - Kevin Pietersen - Matt Prior (wk) - Ajmal Shahzad - Graeme Swann - Jonathan Trott | - Salman Butt (K) - Azhar Ali - Danish Kaneria - Imran Farhat - Kamran Akmal (wk) - Mohammad Aamer - Mohammad Asif - Mohammad Yousuf - Saeed Ajmal - Shoaib Malik - Tanvir Ahmed - Umar Akmal - Umar Amin - Umar Gul - Yasir Hameed - Zulqarnain Haider - Wahab Riaz | - Andrew Strauss (K) - James Anderson - Ian Bell - Ravi Bopara - Tim Bresnan - Stuart Broad - Paul Collingwood - Steven Davies - Eoin Morgan - Ajmal Shahzad - Ryan Sidebottom - Graeme Swann - Jonathan Trott - Luke Wright - Michael Yardy | - Shahid Afridi (K) - Abdul Razzaq - Asad Shafiq - Azhar Ali - Fawad Alam - Kamran Akmal (wk) - Mohammad Amir - Mohammad Asif - Mohammad Hafeez - Mohammad Irfan - Mohammad Yousuf - Saeed Ajmal - Salman Butt - Shahzaib Hasan - Shoaib Akhtar - Umar Akmal - Umar Gul - Wahab Riaz | - Paul Collingwood (K) - James Anderson - Ravi Bopara - Tim Bresnan - Stuart Broad - Steven Davies - Craig Kieswetter - Eoin Morgan - Ryan Sidebottom - Graeme Swann - Luke Wright - Michael Yardy | - Shahid Afridi (K) - Abdul Razzaq - Abdur Rehman - Fawad Alam - Kamran Akmal (wk) - Mohammad Aamer - Saeed Ajmal - Salman Butt - Shahzaib Hasan - Shoaib Akhtar - Shoaib Malik - Umar Akmal - Umar Amin - Umar Gul - Wahab Riaz |

## Tour Matches
| 13. – 14. August Scorecard | Worcester | Pakistanis 112-2 (28.1) | – | Worcestershire |
|                            |           | Remis                   |   |                |

| 2. September Scorecard | Taunton | Pakistanis 264 (47.3)         | – | Somerset 256-9 (50) |
|                        |         | Pakistanis gewinnt mit 8 Runs |   |                     |

## Tests

### Erster Test in Nottingham
| 29. Juli – 1. August Scorecard | Nottingham | England 354 (104.1) & 262-9d (75.3) | – | Pakistan 182 (54) & 80 (29) |
|                                |            | England gewinnt mit 354 Runs        |   |                             |

### Zweiter Test in Birmingham
| 6. – 9. August Scorecard | Birmingham | Pakistan 72 (39.3) & 296 (117.5) | – | England 251 (83.1) & 118-1 (36.3) |
|                          |            | England gewinnt mit 9 Wickets    |   |                                   |

### Dritter Test in London
| 18. – 21. August Scorecard | London (The Oval) | England 233 (62.3) & 222 (77)  | – | Pakistan 308 (100.2) & 148-6 (41.4) |
|                            |                   | Pakistan gewinnt mit 4 Wickets |   |                                     |

### Vierter Test in London
| 26. – 29. August Scorecard | London (Lord’s) | England 446 (139.2)                            | – | Pakistan 74 (33) & 147 (36.5) (f/o) |
|                            |                 | England gewinnt mit einem Innings und 225 Runs |   |                                     |

## Twenty20s

### Erstes Twenty20 in Cardiff
| 5. September Scorecard | Cardiff | Pakistan 126-4 (20)           | – | England 129-5 (17.1) |
|                        |         | England gewinnt mit 5 Wickets |   |                      |

### Zweites Twenty20 in Cardiff
| 7. September Scorecard | Cardiff | Pakistan 89 (18.4)            | – | England 90-4 (14) |
|                        |         | England gewinnt mit 6 Wickets |   |                   |

## One-Day Internationals

### Erstes ODI in Chester-le-Street
| 10. September Scorecard | Chester-le-Street | England 274-6 (41/41)       | – | Pakistan 250-9 (41/41) |
|                         |                   | England gewinnt mit 24 Runs |   |                        |

### Zweites ODI in Chester-le-Street
| 12. September Scorecard | Leeds | Pakistan 294-8 (50)           | – | England 295-6 (49.3) |
|                         |       | England gewinnt mit 4 Wickets |   |                      |

### Drittes ODI in London
| 17. September Scorecard | London (The Oval) | Pakistan 241 (49.4)          | – | England 218 (45.4) |
|                         |                   | Pakistan gewinnt mit 23 Runs |   |                    |

### Viertes ODI in London
| 20. September Scorecard | London (Lord’s) | Pakistan 265-7 (50)          | – | England 227 (46.1) |
|                         |                 | Pakistan gewinnt mit 38 Runs |   |                    |

### Fünftes ODI in Southampton
| 22. September Scorecard | Southampton | England 256-6 (50)           | – | Pakistan 135 (37) |
|                         |             | England gewinnt mit 121 Runs |   |                   |

## Kontroverse
Am dritten Tag des vierten Tests in London veröffentlichte die englische Tageszeitung News of the World Anschuldigungen von Bestechlichkeit gegenüber pakistanischen Spielern. Kern der Vorwürfe bildete Mazher Majeed, der in einem von Undercover-Reportern geführten Treffen behauptete, gegen eine Summe von 150.000 Pfund zu ermöglichen, dass Bowler der pakistanischen Mannschaft in vorher festgelegten Overn No Balls spielen. Dieses würde es ermöglichen, auf dieses Ereignis entsprechende Wetten abzuschließen und so Wettbetrug zu begehen. Die daraufhin eingeleiteten Ermittlungen konzentrierten sich neben Majeed auf den pakistanischen Kapitän Salman Butt und die Bowler Mohammad Asif und Mohammad Amir. Die Spieler wurden vom Weltverband ICC umgehend suspendiert. In einem Prozess vor einem Londoner Gericht wurde Butt zu zwei Jahren und sechs Monaten, Asif zu einem Jahr und Amir zu sechs Monaten Gefängnis verurteilt. Majeeds Strafe wurde mit zwei Jahren und 8 Monaten festgelegt. Erst seit September 2015 sind die Spieler unter strengen Auflagen wieder befugt, am organisierten Cricket teilzunehmen.

## Statistiken
Die folgenden Cricketstatistiken wurden bei dieser Tour erzielt.
| Tests          | Tests      | Tests   | Tests   | Tests   | Tests   | Tests   | Tests   | Tests   |
| Batting        | Batting    | Batting | Batting | Batting | Batting | Batting | Batting | Batting |
| Spieler        | Mannschaft | Spiele  | Innings | Runs    | Average | HS      | 100s    | 50s     |
| -------------- | ---------- | ------- | ------- | ------- | ------- | ------- | ------- | ------- |
| Jonathan Trott | England    | 4       | 7       | 404     | 67,33   | 184     | 1       | 2       |
| Stuart Broad   | England    | 4       | 6       | 250     | 41,66   | 169     | 1       | 0       |
| Matt Prior     | England    | 4       | 6       | 234     | 58,50   | 102*    | 1       | 1       |
| Umar Akmal     | Pakistan   | 4       | 8       | 184     | 30,66   | 79*     | 0       | 1       |
| Eoin Morgan    | England    | 4       | 6       | 175     | 29,16   | 130     | 1       | 0       |
| Bowling        |            |         |         |         |         |         |         |         |
| Spieler        | Mannschaft | Spiele  | Overs   | Wickets | Average | BBI     | 5W      | 10W     |
| James Anderson | England    | 4       | 140.3   | 23      | 13,73   | 6/17    | 2       | 1       |
| Graeme Swann   | England    | 4       | 106.5   | 22      | 12,22   | 6/65    | 2       | 0       |
| Mohammad Amir  | Pakistan   | 4       | 133     | 19      | 18,36   | 6/84    | 2       | 0       |
| Stuart Broad   | England    | 4       | 113.5   | 14      | 23,35   | 4/38    | 0       | 0       |
| Steven Finn    | England    | 4       | 8       | 13      | 22,92   | 3/38    | 0       | 0       |

| ODIs            | ODIs       | ODIs    | ODIs    | ODIs    | ODIs    | ODIs    | ODIs    | ODIs    |
| Batting         | Batting    | Batting | Batting | Batting | Batting | Batting | Batting | Batting |
| Spieler         | Mannschaft | Spiele  | Innings | Runs    | Average | HS      | 100s    | 50s     |
| --------------- | ---------- | ------- | ------- | ------- | ------- | ------- | ------- | ------- |
| Andrew Strauss  | England    | 5       | 5       | 317     | 63,40   | 126     | 1       | 2       |
| Eoin Morgan     | England    | 5       | 5       | 225     | 56,25   | 107*    | 1       | 1       |
| Kamran Akmal    | Pakistan   | 5       | 5       | 201     | 40,20   | 74      | 0       | 2       |
| Steven Davies   | England    | 5       | 5       | 197     | 39,40   | 87      | 0       | 1       |
| Mohammad Hafeez | Pakistan   | 5       | 5       | 167     | 33,40   | 64      | 0       | 1       |
| Bowling         |            |         |         |         |         |         |         |         |
| Spieler         | Mannschaft | Spiele  | Overs   | Wickets | Average | BBI     | 5W      | 10W     |
| Umar Gul        | Pakistan   | 5       | 43.4    | 12      | 21,25   | 6/42    | 1       | 0       |
| Graeme Swann    | England    | 5       | 47      | 11      | 19,00   | 4/37    | 0       | 0       |
| Stuart Broad    | England    | 5       | 46      | 11      | 22,63   | 4/81    | 0       | 0       |
| Saeed Ajmal     | Pakistan   | 5       | 43      | 9       | 25,88   | 4/58    | 0       | 0       |
| Shoaib Akhtar   | Pakistan   | 5       | 46      | 8       | 27,37   | 3/40    | 0       | 0       |

| Twenty20s       | Twenty20s  | Twenty20s | Twenty20s | Twenty20s | Twenty20s | Twenty20s | Twenty20s | Twenty20s |
| Batting         | Batting    | Batting   | Batting   | Batting   | Batting   | Batting   | Batting   | Batting   |
| Spieler         | Mannschaft | Spiele    | Innings   | Runs      | Average   | HS        | 100s      | 50s       |
| --------------- | ---------- | --------- | --------- | --------- | --------- | --------- | --------- | --------- |
| Eoin Morgan     | England    | 2         | 2         | 56        |           | 38*       | 0         | 0         |
| Umar Akmal      | Pakistan   | 2         | 2         | 52        | 52,00     | 35*       | 0         | 0         |
| Steven Davies   | England    | 2         | 2         | 42        | 21,00     | 33        | 0         | 0         |
| Michael Yardy   | England    | 2         | 2         | 41        |           | 35*       | 0         | 0         |
| Mohammad Yousuf | Pakistan   | 2         | 2         | 30        | 15,00     | 26        | 0         | 0         |
| Bowling         |            |           |           |           |           |           |           |           |
| Spieler         | Mannschaft | Spiele    | Overs     | Wickets   | Average   | BBI       | 5W        | 10W       |
| Tim Bresnan     | England    | 2         | 6.4       | 4         | 7,00      | 3/10      | 0         | 0         |
| Graeme Swann    | England    | 2         | 8         | 4         | 10,25     | 2/14      | 0         | 0         |
| Shoaib Akhtar   | Pakistan   | 2         | 8         | 3         | 13,66     | 2/23      | 0         | 0         |
| Shahid Afridi   | Pakistan   | 2         | 7         | 3         | 14,00     | 2/27      | 0         | 0         |
| Stuart Broad    | England    | 2         | 8         | 2         | 25,00     | 2/18      | 0         | 0         |
| Ryan Sidebottom | England    | 2         | 7         | 2         | 27,00     | 2/22      | 0         | 0         |

## Player of the Series
Als Player of the Series wurden die folgenden Spieler ausgezeichnet.
| Serie | Player of the Series         |
| ----- | ---------------------------- |
| Test  | Mohammad Amir Jonathan Trott |
| ODI   | Andrew Strauss               |

### Player of the Match
Als Player of the Match wurden die folgenden Spieler ausgezeichnet.
| Spiel   | Player of the Match |
| ------- | ------------------- |
| 1. Test | James Anderson      |
| 2. Test | Graeme Swann        |
| 3. Test | Mohammad Amir       |
| 4. Test | Stuart Broad        |
| 1. T20  | Michael Yardy       |
| 2. T20  | Tim Bresnan         |
| 1. ODI  | Steven Davies       |
| 2. ODI  | Andrew Strauss      |
| 3. ODI  | Umar Gul            |
| 4. ODI  | Abdul Razzaq        |
| 5. ODI  | Eoin Morgan         |